# سيمينكورت
سيمينكورت (بالفرنسية: Simencourt)‏ هي بلدية تقع في إقليم باد كاليه من منطقة نور با دو كاليه في شمال فرنسا. تبلغ مساحة هذه المدينة 5.06 (كم²)، وترتفع عن سطح البحر 90 م، يبلغ عدد سكانها 557 نسمة حسب إحصاء المعهد الوطني للإحصاء والدراسات الاقتصادية سنة 2009 م. وترأس Donat Tabary البلدية خلال فترة (2008-2014).